# 유고슬라비아 1부 리그
유고슬라비아 1부 리그(Yugoslav Prva Liga)는 과거 유럽에 있었던 축구 리그로, 유고슬라비아 왕국(1918-1941), 유고슬라비아 사회주의 연방 공화국(1945-1991), 유고슬라비아 연방 공화국(1991-2003)이 2003년에 세르비아 몬테네그로로 국명을 변경하기 전까지의 리그이다.

## 유고슬라비아 왕국 (1923-1940)

### 역대 우승 팀
각 클럽의 국적은 현재의 국적을 표시하였음.
| 시즌     | 우승 팀                                                 | 준우승 팀                                               |
| -------- | ------------------------------------------------------- | ------------------------------------------------------- |
| 19231    | 그라잔스키 자그레브                                     | SASK 사라예보                                           |
| 19241    | 유고슬라비아 베오그라드                                 | 하이두크 스플리트                                       |
| 19251    | 유고슬라비아 베오그라드                                 | 그라잔스키 자그레브                                     |
| 19261    | 그라잔스키 자그레브                                     | 유고슬라비아 베오그라드                                 |
| 1927     | 하이두크 스플리트                                       | BSK 베오그라드                                          |
| 1928     | 그라잔스키 자그레브                                     | 하이두크 스플리트                                       |
| 1929     | 하이두크 스플리트                                       | BSK 베오그라드                                          |
| 1930     | 콘코르디아 자그레브                                     | 유고슬라비아 베오그라드                                 |
| 1930-31  | BSK 베오그라드                                          | 콘코르디아 자그레브                                     |
| 1931-321 | 콘코르디아 자그레브                                     | 하이두크 스플리트                                       |
| 1932-33  | BSK 베오그라드                                          | 하이두크 스플리트                                       |
| 1933-34  | 유고슬라비아의 국왕 알렉산더 1세의 암살로 개최되지 않음 | 유고슬라비아의 국왕 알렉산더 1세의 암살로 개최되지 않음 |
| 1934-35  | BSK 베오그라드                                          | 유고슬라비아 베오그라드                                 |
| 1935-36  | BSK 베오그라드                                          | 슬라비아 루카비차                                       |
| 1936-37  | 그라잔스키 자그레브                                     | 하이두크 스플리트                                       |
| 1937-38  | HASK 자그레브                                           | BSK 베오그라드                                          |
| 1938-39  | BSK 베오그라드                                          | 그라잔스키 자그레브                                     |
| 1939-40  | 그라잔스키 자그레브                                     | BSK 베오그라드                                          |

- 1: 컵 대회 형식

## 유고슬라비아 사회주의 연방 (1946-1992)

### 역대 우승 팀
각 클럽의 국적은 현재의 국적을 표시하였음.
| 시즌    | 우승 팀           | 준우승 팀         |
| ------- | ----------------- | ----------------- |
| 1946-47 | 파르티잔          | 디나모 자그레브   |
| 1947-48 | 디나모 자그레브   | 하이두크 스플리트 |
| 1948-49 | 파르티잔          | 츠르베나 즈베즈다 |
| 1950    | 하이두크 스플리트 | 츠르베나 즈베즈다 |
| 1951    | 츠르베나 즈베즈다 | 디나모 자그레브   |
| 1952    | 하이두크 스플리트 | 츠르베나 즈베즈다 |
| 1952-53 | 츠르베나 즈베즈다 | 하이두크 스플리트 |
| 1953-54 | 디나모 자그레브   | 파르티잔          |
| 1954-55 | 하이두크 스플리트 | OFK 베오그라드    |
| 1955-56 | 츠르베나 즈베즈다 | 파르티잔          |
| 1956-57 | 츠르베나 즈베즈다 | 보이보디나        |
| 1957-58 | 디나모 자그레브   | 파르티잔          |
| 1958-59 | 츠르베나 즈베즈다 | 파르티잔          |
| 1959-60 | 츠르베나 즈베즈다 | 디나모 자그레브   |
| 1960-61 | 파르티잔          | 츠르베나 즈베즈다 |
| 1961-62 | 파르티잔          | 보이보디나        |
| 1962-63 | 파르티잔          | 디나모 자그레브   |
| 1963-64 | 츠르베나 즈베즈다 | OFK 베오그라드    |
| 1964-65 | 파르티잔          | FK 사라예보       |
| 1965-66 | 보이보디나        | 디나모 자그레브   |
| 1966-67 | FK 사라예보       | 디나모 자그레브   |
| 1967-68 | 츠르베나 즈베즈다 | 파르티잔          |
| 1968-69 | 츠르베나 즈베즈다 | 디나모 자그레브   |
| 1969-70 | 츠르베나 즈베즈다 | 파르티잔          |
| 1970-71 | 하이두크 스플리트 | 젤레즈니차르      |
| 1971-72 | 젤레즈니차르      | 츠르베나 즈베즈다 |
| 1972-73 | 츠르베나 즈베즈다 | 벨레주 모스타르   |
| 1973-74 | 하이두크 스플리트 | 벨레주 모스타르   |
| 1974-75 | 하이두크 스플리트 | 보이보디나        |
| 1975-76 | 파르티잔          | 하이두크 스플리트 |
| 1976-77 | 츠르베나 즈베즈다 | 디나모 자그레브   |
| 1977-78 | 파르티잔          | 츠르베나 즈베즈다 |
| 1978-79 | 하이두크 스플리트 | 디나모 자그레브   |
| 1979-80 | 츠르베나 즈베즈다 | FK 사라예보       |
| 1980-81 | 츠르베나 즈베즈다 | 하이두크 스플리트 |
| 1981-82 | 디나모 자그레브   | 츠르베나 즈베즈다 |
| 1982-83 | 파르티잔          | 하이두크 스플리트 |
| 1983-84 | 츠르베나 즈베즈다 | 파르티잔          |
| 1984-85 | FK 사라예보       | 하이두크 스플리트 |
| 1985-86 | 파르티잔          | 츠르베나 즈베즈다 |
| 1986-87 | 파르티잔          | 벨레주 모스타르   |
| 1987-88 | 츠르베나 즈베즈다 | 파르티잔          |
| 1988-89 | 보이보디나        | 츠르베나 즈베즈다 |
| 1989-90 | 츠르베나 즈베즈다 | 디나모 자그레브   |
| 1990-91 | 츠르베나 즈베즈다 | 디나모 자그레브   |
| 1991-92 | 츠르베나 즈베즈다 | 파르티잔          |

## 파생 리그

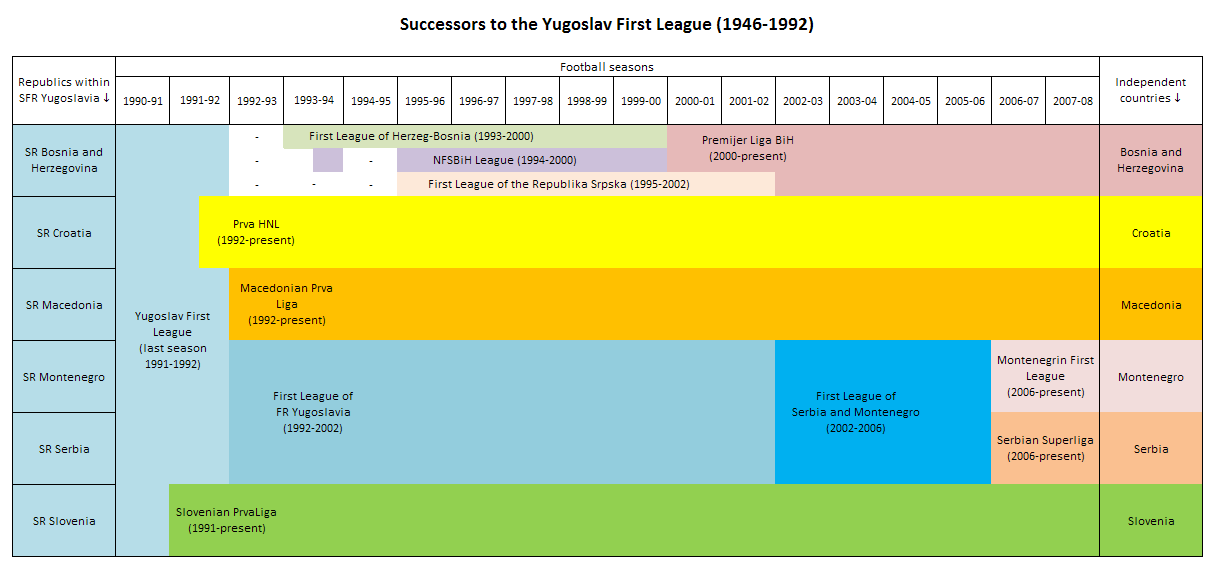
유고슬라비아 1부 리그의 파생리그의 타임라인

유고슬라비아 1부 리그의 1990-91시즌이 모든 연방의 클럽이 참가하여 평상시의 구성으로 진행된 마지막 시즌이었다. 유고슬라비아가 해체되면서 1부 리그 역시 각 국가별로 갈라지게 되었다.

### 슬로베니아와 크로아티아의 분리
1991년 6월에 슬로베니아가 독립을 선언하고 뒤이어 10월에는 크로아티아가 독립을 선언하였다. 이에 따라 유고슬라비아 축구 협회에서 각각의 축구 협회가 독립적으로 갈라지게 되었고, 그리하여 각국만의 리그를 시작하게 되었다. 슬로베니아 1부 리그는 1991년 후반에 시작되었고, 크로아티아 1.HNL은 1992년에 첫 시즌을 시작하였다. 크로아티아 독립 전쟁에 영향을 받아서 첫 시즌은 1992년 2월부터 6월까지의 1년제 리그로 진행되었다. 두 리그는 모두 현재까지 계속되고 있다.

### 1991-1992 시즌
유고슬라비아 1부 리그의 1991-92시즌은 비록 슬로베니아와 크로아티아 클럽들은 대회에 참가하지 않았지만 유고슬라비아 사회주의 연방 공화국이라는 국명으로서의 마지막 시즌이었다. 그러나 보스니아 내전이 시즌 말에 발발하는 바람에 보스니아 클럽들은 시즌을 끝까지 치르지 못하였다. (사라예보의 FK 젤레즈니차르 사라예보만이 총 33경기 가운데 절반인 17경기를 치렀고, FK 슬로보다 투즐라와 FK 벨레주 모스타르는 몇 경기 만에 시즌을 그만두었다.) 크르베나 즈베즈다가 마지막 유고슬라비아 1부 리그의 우승컵을 차지하였다.

### 북마케도니아와 유고슬라비아 연방
1991-92 시즌이 끝난 이후 북마케도니아 1부 리그가 다음 시즌부터 설립됨에 따라 북마케도니아 클럽들은 유고슬라비아 1부 리그를 떠났다. 1992-93 시즌에 보스니아 클럽들은 단 한 팀만 제외하고 전쟁이 가속화됨에 따라 참가가 중단되었다. FK 보라츠 바냐 루카가 예외에 해당하는 단 한 팀이었는데, 연고지를 임시로 베오그라드로 옮겨 새롭게 국명을 유고슬라비아 연방 공화국으로 바뀐 뒤의 첫 시즌에 참가하였다. 이 리그는 2002-03시즌까지 계속되었다. 이후에는 세르비아 몬테네그로 1부 리그로 명칭을 변경하였다. 결국, 2006년 6월에 몬테네그로가 독립을 선언하고 평화적으로 연방을 떠나게 되자, 2006-07시즌부터 몬테네그로는 자국 클럽으로만 구성된 자국 리그를 개별적으로 시작되었다. 반면에 세르비아 몬테네그로의 정식 상속국인 세르비아는 1992년부터 계속된 1부 리그(Prva liga)란 이름을 2005년 여름에 세르비아 수페르리가로 변경하였다.

### 보스니아 헤르체고비나
그동안, 보스니아 헤르체고비나에서의 축구 상황은 복잡해져갔다. 그 이유는 1992년에 시작된 전쟁이 확대되면서 1992-93시즌에는 아무런 경기도 없었기 때문이었다.
1993년 후반에 보스니아의 일부지역에서 축구 대회를 다시 시작하였다. 하지만 보스니아는 민족에 따라 지역이 구분되어 있었기 때문에 1993년에 시작된 헤르체그-보스니아 1부 리그에는 보스니아에 있는 크로아티아계 클럽들이 참가하였다.
보스니아 헤르체고비나의 보스니아인들은 1994년의 반시즌을 시작으로 1995-96시즌까지 보스니아 리그를 조직하였다.
세르비아계 보스니아인들 역시 스르프스카 공화국 1부 리그를 같은 해에 시작하였다.
이로써 보스니아 헤르체고비나에는 세 개의 독립된 축구 리그가 존재하게 되었다. 이는 UEFA에서 관장하던 보스니아 헤르체고비나 프리미어리그가 2000-01시즌에 만들어지면서 해결되었다. 처음에는 크로아티아계와 보스니아계 클럽만이 참가하였고, 세르비아계는 2002-03시즌부터 참가하기 시작하였다. 이에 따라 보스니아 헤르체고비나의 최상위 리그가 하나로 통합되었다. 민족적, 지역적으로 구분된 리그는 현재도 존재하고 있지만, 프리미어리그보다 한 단계 낮은 위치에서 리그가 운영되고 있다.
유고슬라비아 1부 리그의 파생 리그
- 몬테네그로 - 몬테네그로 1부 리그 (2006-현재; 1992-2006까지는 세르비아와 같이 리그에 참여하였다.)
- 보스니아 헤르체고비나 - 보스니아 헤르체고비나 프리미어리그 (2000-현재)
- 북마케도니아 - 북마케도니아 1부 리그 (1992-현재)
- 세르비아 - 세르비아 수페르리가 (1992-현재, 1992-2006까지는 몬테네그로와 같이 리그에 참여하였다.)
- 슬로베니아 - 슬로베니아 1부 리그 (1991-현재)
- 크로아티아 - 크로아티아 1.HNL (1992-현재)

## 유고슬라비아 연방 (1992-2002)
유고슬라비아 연방 공화국의 1부 리그는 세르비아와 몬테네그로의 클럽이 참가하여 진행되었다. 유고슬라비아 연방이 2003년에 세르비아 몬테네그로로 국명을 변경할 때까지 계속되었다.

### 역대 우승 팀
| 시즌    | 우승 팀           | 준우승 팀         |
| ------- | ----------------- | ----------------- |
| 1992-93 | 파르티잔          | 츠르베나 즈베즈다 |
| 1993-94 | 파르티잔          | 츠르베나 즈베즈다 |
| 1994-95 | 츠르베나 즈베즈다 | 파르티잔          |
| 1995-96 | 파르티잔          | 츠르베나 즈베즈다 |
| 1996-97 | 파르티잔          | 츠르베나 즈베즈다 |
| 1997-98 | 오빌리치          | 츠르베나 즈베즈다 |
| 1998-99 | 파르티잔          | 오빌리치          |
| 1999-00 | 츠르베나 즈베즈다 | 파르티잔          |
| 2000-01 | 츠르베나 즈베즈다 | 파르티잔          |
| 2001-02 | 츠르베나 즈베즈다 | 파르티잔          |

## 같이 보기
- 유고슬라비아 축구 국가대표팀

예전 유고슬라비아 소속 국가들의 리그
| - 몬테네그로 |  | - 보스니아 헤르체고비나 |  | - 북마케도니아 |  | - 세르비아 |  | - 슬로베니아 |  | - 크로아티아 |